# Tuilaepa Aiono Sailele Malielegaoi
Tuilaepa Lupesoliai Sailele Malielegaoi (Lepa, 14. travnja 1945.) je samoanski političar koji se nalazi na mjestu premijera od 1998. godine.

## Životopis
Rođen je u mjestu Lepa na Samoi, a po struci je ekonomist. Obrazovao se na Sveučilištu u Aucklandu gdje je postao prvi Samoanac s magisterijem iz ekonomije. 
Radio je za Europsku ekonomsku zajednicu i za Coopers & Lybrand prije nego što je izabran za zastupnika u samoanskom saboru 1980. godine.  U vladi Tofilau Eti Alesana, a nakon Alesaninog napuštanja dužnosti je postao premijer. Malielegaoijev mandat je obilježilo kvarenje odnosa s Fidžijem čijeg je premijera Franka Bainiramamu optužio za nepoštivanje demokratskih standarda i susjeda. Bainiramama je, pak, Malielegaoija optužio da je agent novozelandske vlade.